# Давід Алеґре
Давід Алеґре (ісп. David Alegre, 6 вересня 1984) — іспанський хокеїст на траві.
Срібний призер Олімпійських Ігор 2008 року, учасник 2004, 2012, 2016, 2020 років.
Чемпіон Європи 2005 року, срібний призер 2007 року.
Бронзовий призер Чемпіонату світу 2006 року.
Переможець Трофею чемпіонів 2004 року, срібний призер 2008, 2011 років, бронзовий призер 2005, 2006 років.